# 李國俊
李國俊（？—？），字伯秀，號鼎陽，山西平阳府芮城縣蔡村人。

## 生平
万历四十六年（1618年）戊午科山西乡试亚魁，天啓五年（1625年）乙丑科進士，知陕西长安县，补桐城，升山东武定知州，调直隶涿州，升户部员外郎，调兵部武选司，管理清黄，升兵部职方司郎中，督理山海关事务，忤珰归，朝野以直闻。子李御鼎，崇祯己卯科武举人，官蒲营中军都司，叩阍陈情，得复秩。又子李世旭以孝称。
墓在县西南三十里蔡村。